# Unicoi
Unicoi è un comune degli Stati Uniti d'America, situato nello Stato del Tennessee, nella Contea di Unicoi.